# Lazy Y U
Lazy Y U es un lugar designado por el censo ubicado en el condado de Mohave en el estado estadounidense de Arizona. En el Censo de 2010 tenía una población de 428 habitantes y una densidad poblacional de 10,52 personas por km².

## Geografía
Lazy Y U se encuentra ubicado en las coordenadas 35°8′13″N 113°58′7″O / 35.13694, -113.96861. Según la Oficina del Censo de los Estados Unidos, Lazy Y U tiene una superficie total de 40.69 km², de la cual 40.69 km² corresponden a tierra firme y (0%) 0 km² es agua.

## Demografía
Según el censo de 2010, había 428 personas residiendo en Lazy Y U. La densidad de población era de 10,52 hab./km². De los 428 habitantes, Lazy Y U estaba compuesto por el 90.89% blancos, el 0.7% eran afroamericanos, el 0.47% eran amerindios, el 0.7% eran asiáticos, el 1.17% eran isleños del Pacífico, el 3.04% eran de otras razas y el 3.04% pertenecían a dos o más razas. Del total de la población el 4.91% eran hispanos o latinos de cualquier raza.